# زانین
زانین (به لاتین: Tzaneen) یک شهرک در آفریقای جنوبی است که در Greater Tzaneen Local Municipality واقع شده‌است.